# Koreaanse hereniging

Vlag van de voorgestelde Koreaanse staat.

Koreaanse hereniging is het idee dat pleit voor de unie van Noord-Korea, Zuid-Korea en de Koreaanse gedemilitariseerde zone onder dezelfde staat. Het proces werd geïnitieerd door de "Noord-Zuid-gemeenschappelijke verklaring van 15 juni", in augustus 2000, waarin de twee landen overeenkwamen te werken aan een vreedzame hereniging in de toekomst.
Er zijn echter een aantal obstakels in dit proces, vanwege de grote politieke en economische verschillen tussen de twee staten en statelijke actoren, zoals de China, Rusland, de Verenigde Staten en Japan; problemen op korte termijn, zoals grote aantallen vluchtelingen uit het noorden die naar het zuiden trekken en de aanvankelijke instabiliteit die moet worden overwonnen; of langdurige problemen, zoals culturele verschillen, tegenstrijdige politieke ideologieën en mogelijke discriminatie, die ook moeten worden opgelost.
| Vlag | Gebied      | Hoofdstad | Inwoners   | Oppervlakte (km²) | Munteenheid         | UTC | Telefoon |
|      | Noord-Korea | Pyongyang | 25.643.466 | 120.538           | Noord-Koreaanse won | +9  | 850      |
|      | Zuid-Korea  | Seoel     | 51.835.110 | 100.188           | Zuid-Koreaanse won  | +9  | 82       |
|      | Korea       | ?         | 77.478.576 | 220.726           | Koreaanse won (?)   | +9  | ?        |